# カワサキ・Z750FX
Z750FX（ゼットななひゃくごじゅうエフエックス）とは、川崎重工業が製造していた総排気量750 ccクラスのオートバイである。

## 概要
1973年の750RS (Z2) 登場以降、1977年モデルより輸出仕様 Z1000 が2本マフラー化された際でも日本向けのみは4本マフラーのスタイルを堅持してきた（1976年 - 1978年モデルの Z750FOUR）が、1979年の Z1000MKII が新たな旗艦として登場したのを機に、共通コンセプトとした直線イメージを強調したスタイルとなった。外装はタンク、シート、サイドカバーからテールカウルまでこれまでの曲線で構成されたライン（いわゆる丸Ｚ）から直線を基調としたデザインに一新、エンジンは外見的には角型のカムカバーが採用され、内容的にはフルトランジスタ点火機構および自動カムチェーンテンショナの採用、およびジェネレーターコイルがインナータイプに変更されるなどした。
外観その他各種の変更により78年モデルのZ750FOUR(D1)からは大きくイメージが変わったが、型式上はZ750D (1) のマイナーチェンジ車となり、エンジン出力などに変更はない。旗艦であるZ1000MK II と 国内版のZ750FX の外見上の相違点はモデル名を示すサイドカバーのエンブレムのほか、排気マフラー端部のフィニッシュの違い、仕向地によるリヤウインカーの位置やリヤフェンダーの長さ程度で、遠目には識別しにくい。
Z2E型エンジンは基本的に同じブロックのまま、既に5年以上経過しており、また、車重的にも過大であったことが災いし、Z750FXと同時期発売のCB750Kおよび翌1979年6月発売のCB750Fといった4バルブ新エンジン搭載車とは動力性能で勝負にならず、さらには2バルブエンジンのスズキGS750Eに対しても劣勢という状況であった。後年、Z2E型エンジン搭載車は、その当時ライバルであり、かつ動力性能的には勝っていた上記車種に対して中古車市場において高値を付けることになるが、現行車の時代にはこれを予期する者はわずかであり、販売成績も芳しくなかった。

## Z750FX-II
従前、カワサキの4気筒750㏄クラスは、輸出用1リッタークラスと共通のフレームを持った排気量縮小版であり、車体・エンジンの寸法重量ともにほぼ同一だった。このためパワーの低い750㏄クラスは重量過多の傾向が強く、雑誌等による加速・最高速の試験結果も同クラス他車に比べ芳しいものではなかった。輸出用1リッタークラスは1981年モデル (Z1000J) よりエンジンおよびフレームを含んだ大改良を予定していたが、750㏄モデルに関して、これまで通り縮小版としたのでは競合他社に対しての劣勢回復はおぼつかなかった。一方でクランク主軸受けにすべり軸受を採用したZ650用エンジンは信頼性も実証されつつあり、750㏄への拡大に特段の難点もなかった。この拡大750㏄エンジンを搭載し、フレームも新製して小型軽量という新たな領域に挑戦したのが Z750FX-II である。この時点で1リッタークラスと750㏄クラスは別々のフレーム・エンジンとなり、同時に8年続いたZ2E型エンジン搭載モデルは消滅となった。
Z750FX-II は Z1000J とよく似たスタイルを持っていたが、フレームが異なるため全体的に小ぶりで販売は芳しくなかった。また、エンジンはZ650の拡大版であったため改造によるさらなる大排気量化にも難があり世の中のチューナーらにも不評であった。

## モデル一覧
- D2（初期型）ボディーカラーは、ルミナスダークレッドとルミナスネイビーブルー
- D3（1980年モデル）フロントフォークエンブレム取り付け　ボディーカラーは、ルミナスルビーレッドとルミナスネイビーブルー

## 関連車種
- Z1000MKII